# Mirne (Skadovsk)
Mirne (en ucraniano: Мирне, romanizado: Myrne; en ruso: Мирное, romanizado: Mirnoye) es un pueblo ucraniano perteneciente al óblast de Jersón. Situado en el sur del país, forma parte del raión de Skadovsk y del municipio (hromada) de Mirne.
El lugar se encuentra ocupada por Rusia desde febrero de 2022 en el marco de la invasión rusa de Ucrania.

## Geografía
Mirne está 23 km al este de Kalanchak y 100 km al sureste de Jersón. 

## Historia
A principios de la década de 1950, se construyó una estación receptora de remolacha cerca de la vía férrea, y más tarde se construyó un almacén, donde se tiraban los trenes con granos de los pueblos vecinos, se recargaban en vagones y se enviaban a los silos. El pueblo de Mirne recibió su nombre en la década de 1950, cuando comenzó a desarrollarse activamente; en 1968 recibió el estatus de asentamiento de tipo urbano. Junto con la construcción de sistemas de arroz en el sur de Ucrania, se erigieron los edificios del gigante de la industria de procesamiento de arroz: la planta de productos de pan Kalanchak, construida en 1971 en el pueblo de Mirne. El canal de Crimea del Norte corre a lo largo de las afueras del este de Mirne, la construcción de su primera fase se completó el 17 de septiembre de 1963.
Con la disminución del cultivo de arroz en Ucrania a fines de la década de 1980, el equipo reorientó la producción hacia otros cultivos de granos: trigo, cebada, cebada perlada, guisantes y maíz. Los productos de la planta se presentaron en exposiciones internacionales, donde recibieron críticas favorables de expertos y se les otorgaron diplomas. Las actividades de aprovisionamiento de la planta se basan en dos ascensores con una capacidad de hasta 110.000 toneladas, equipados con modernos equipos de secado y limpieza.
En esos años, esta construcción pasó a la historia como un gran edificio del Komsomol, después de lo cual comenzó la construcción de otra gran empresa: la fábrica de conservas Kalanchat.
El 13 de diciembre de 2014, desconocidos demolieron un monumento a Lenin en el pueblo. El 30 de abril de 2017, se construyó una nueva presa en el canal de Crimea del Norte en la frontera de Ucrania continental con la Crimea ocupada, que bloqueó el agua hacia la península. El agua ahorrada de esta manera irriaga las tierras del sur del óblast de Jersón.
Hasta el 18 de julio de 2020, Mirne pertenecía al raión de Kalanchak. El raion se abolió en julio de 2020 como parte de la reforma administrativa de Ucrania, que redujo el número de raiones de óblast de Jersón a cinco. El área del raión de Kalanchak se fusionó con el raión de Skadovsk.

## Demografía
La evolución de la población de Mirne entre 2011 y 2021 fue la siguiente:
| 1966                                                          | 1909 | 1888 | 1880 | 1842 |
| (Fuente: Cities & Towns of Ukraine y UKRAINE: Größere Städte) |      |      |      |      |

Según el censo de 2001, la lengua materna de la mayoría de los habitantes, el 89,64%, es el ucraniano; del 9,85% es el ruso.

## Infraestructura

### Transporte
El asentamiento tiene acceso a la autopista M17, que corre al noroeste de Jersón y al sureste de la frontera con Crimea. La estación de tren de Kalanchak se encuentra en Mirne, y solía conectar Jersón con Dzhankói; sin embargo, después de la anexión rusa de Crimea en 2014, los trenes solo llegan hasta Vadim, cerca de la frontera con Crimea.   